# Malvasia emmascarada
La malvasia emmascarada (Nomonyx dominicus) és el nom científic d'un ocell de la família dels anàtids (Anatidae) que habita la part sud d'Amèrica del Nord, Amèrica Central, del Sud i el Carib.

## Descripció
Ànec bussejador solitari i rarament vist en terres baixes tropicals. S'alimenta principalment de nit i passa gran part del dia dormint tranquil·lament a la vegetació pantanosa, sovint en petits estanys i fins i tot en cunetes de carretera. Poques vegades se'l veu en vol, però pot saltar a l'aire en lloc de córrer per l'aigua.
En el plomatge nupcial del mascle és cridaner una màscara facial negra, el bec blau brillant i un cos rovellat fosc. De les femelles el color camussa de la cara amb dues franges facials paral·leles color marró fosc.

## Distribució i hàbitat
Es troben des del sud de Texas i Mèxic fins a Sud-amèrica i també al Carib. Principalment, no migratoris, la malvasia emmascarada es registren com a vagabunds molt poc comuns a l'extrem sud dels Estats Units, al llarg de la frontera amb Mèxic i a Florida. L'any 2000, a Texas es van comptabilitzar 3.800 individus. L'1 d'abril de 1962, es va registrar al comtat de Lowndes, Geòrgia, on va ser fotografiat per Alexander Wetmore. La malvasia emmascarada es reprodueixen en qualsevol espai d'aigua dolça amb vegetació de pantà i envoltat d'una densa coberta arbòria. També es troben en manglars.

## Dieta
Aquests ànecs s'alimenten principalment de llavors, arrels, tiges i fulles de plantes aquàtiques. També mengen insectes i crustacis aquàtics. S'alimenten bussejant. Aquests ànecs solen ser molt reservats, però no són rars i la UICN no els considera amenaçats.

## Taxonomia
La malvasia emmascarada és l'únic membre del gènere Nomonyx, és intermedi entre l'ànec capnegre (Heteronetta), força primitiu, i els ànecs de cua rígida, molt apomòrfics. De vegades s'inclou amb aquests últims el gènere Oxyura, però els malvasia emmasacarda ara es consideren els descendents d'un enllaç perdut en l'evolució dels oxiürinis (Oxyurini), havent canviat poc durant milions d'anys.